# Матусевич Валерій Володимирович
Валерій Володимирович Матусевич (нар. 30 вересня 1970) — український футболіст, що виступав на позиції півзахисника. Відомий за виступами в українських футбольних клубах першої ліги — «Волинь» та СК «Одеса», грав також за команди другої української ліги «Галичина» (Дрогобич) і «Промінь».

## Клубна кар'єра
Валерій Матусевич розпочав свою футбольну кар'єру в аматорській футбольній команді «Дністер» із Самбора у 1991 році. Після проголошення незалежності України футболіст розпочав виступи в клубі перехідної ліги «Промінь» із Волі-Баранецької, яка пізніше виступала в другій українській лізі, та переїхала до свого районного центру Самбора. У листопаді 1993 року Валерій Матусевич став гравцем іншої друголігової команди — «Галичини» з Дрогобича. У дрогобицькій команді футболіст відразу став одним із основних гравців, і був постійним гравцем основи команди протягом двох із половиною років. З початку 1996 року Матусевич став гравцем команди першої ліги СК «Одеса». У новій команді футболіст також відразу став гравцем основного складу, хоча й у цей час ще недавно команда вищої української ліги балансувала на межі вильоту до другої ліги. Протягом наступного сезону Валерій Матусевич грав також у складі одеської команди, а з початку сезону 1997—1998 років став гравцем іншої першолігової команди — луцької «Волині». У команді в першому сезоні був одним із основних гравців, зігравши 26 матчів у чемпіонаті України, проте в другому сезоні футболіст втратив місце в основі, зігравши лише 17 матчів у чемпіонаті, й закінчував сезон в аматорській команді «Явір» з Цумані. У серпні 1999 року Валерій Матусевич повернувся до дрогобицької «Галичини», проте зіграв у команді лише 3 матчі. Пізніше Матусевич грав за аматорську команду «Ковель». У 2000 році футболіст грав у складі російського нижчолігового клубу «Спартак» з Анапи, після чого завершив виступи на футбольних полях.